# Konami's Boxing
Konami's Boxing is een computerspel dat in 1985 werd ontwikkeld door Konami voor de MSX-computer. De speler kan tijdens het boksspel en aantal moves maken zoals, stoten, ontwijken, duiken en afweren. Elke rake klap kost de tegenstander kracht, maar door lang niet te stoten kan deze weer op krachten komen. Er is een scheidsrechter en het spel kan tegen de computer of met twee spelers onderling gespeeld worden.
In 1997 was het spel bijgesloten bij compilatiespel Konami Antiques: MSX Collection Vol. 1. Het spel kwam beschikbaar voor de Sega Saturn via Konami Antiques: MSX Collection Vol. 1 dat in 1998 uitkwam.